# Syncaris pacifica
Syncaris pacifica är en kräftdjursart som först beskrevs av Edward Morell Holmes 1895.  Syncaris pacifica ingår i släktet Syncaris och familjen Atyidae. IUCN kategoriserar arten globalt som starkt hotad. Inga underarter finns listade i Catalogue of Life.